# Andreï Makine
Andreï Makine (Krasznojarszk, Szovjetunió, 1957. szeptember 10. –) orosz származású francia író. 2016. március 3-án a Francia Akadémia tagjává választotta. Írói álneveː Gabriel Osmonde.

## Életrajz
Andreï Makine irodalmi tanulmányai után bölcsészdoktori diplomát szerzett a moszkvai egyetemen. Ezután filozófiát tanult Novgorodban és egy orosz irodalmi újságnál dolgozott.
1987-ben a Franciaország és a Szovjetunió között működő kulturális csereegyezmény keretében lektori állást kapott egy francia gimnáziumban. Ekkor határozta el, hogy Franciaországban marad, ezért politikai menedékjogot kért.
Nehezen indult pályája, első műveit a francia kiadók elutasították, ezért még azt a cselt is bevetette, hogy első regényét (La fille d'un héros de l'Union soviétique, 1990) mint oroszból fordított szöveget adta közre, pedig már azt is franciául írta.
Negyedik regényéért (A francia hagyaték, 1995) három díjat is kapott, a Goncourt-díjat, a diákok Gouncourt-díját és a Médicis-díjat. A könyv óriási siker lett, több mint húsz nyelvre fordították le, első külföldi megjelenése a magyar kiadás volt (Ab Ovo Kiadó).
Makine 2001-ben elkezdett Gabriel Osmonde néven titokban regényeket kiadni. Tíz év alatt összesen négy regény jelent meg, a legutolsó 2011-ben. Franciaországban irodalmi rejtély volt, és sokan találgatták, ki lehet Osmonde. Végül, 2011-ben egy filológus felfedezte, hogy Osmonde Les 20,000 femmes dans la vie d’un homme című regényét Makine Francia hagyatéka ihlette, mire Makine bevallotta, hogy ő a szerző. Arra a kérdésre, hogy miért használt álnevet, azt válaszolta, hogy „Meg akartam teremteni valakit, aki távol él a világ nyüzsgésétől”.

## Művei
- La Fille d'un héros de l'Union soviétique, 1990

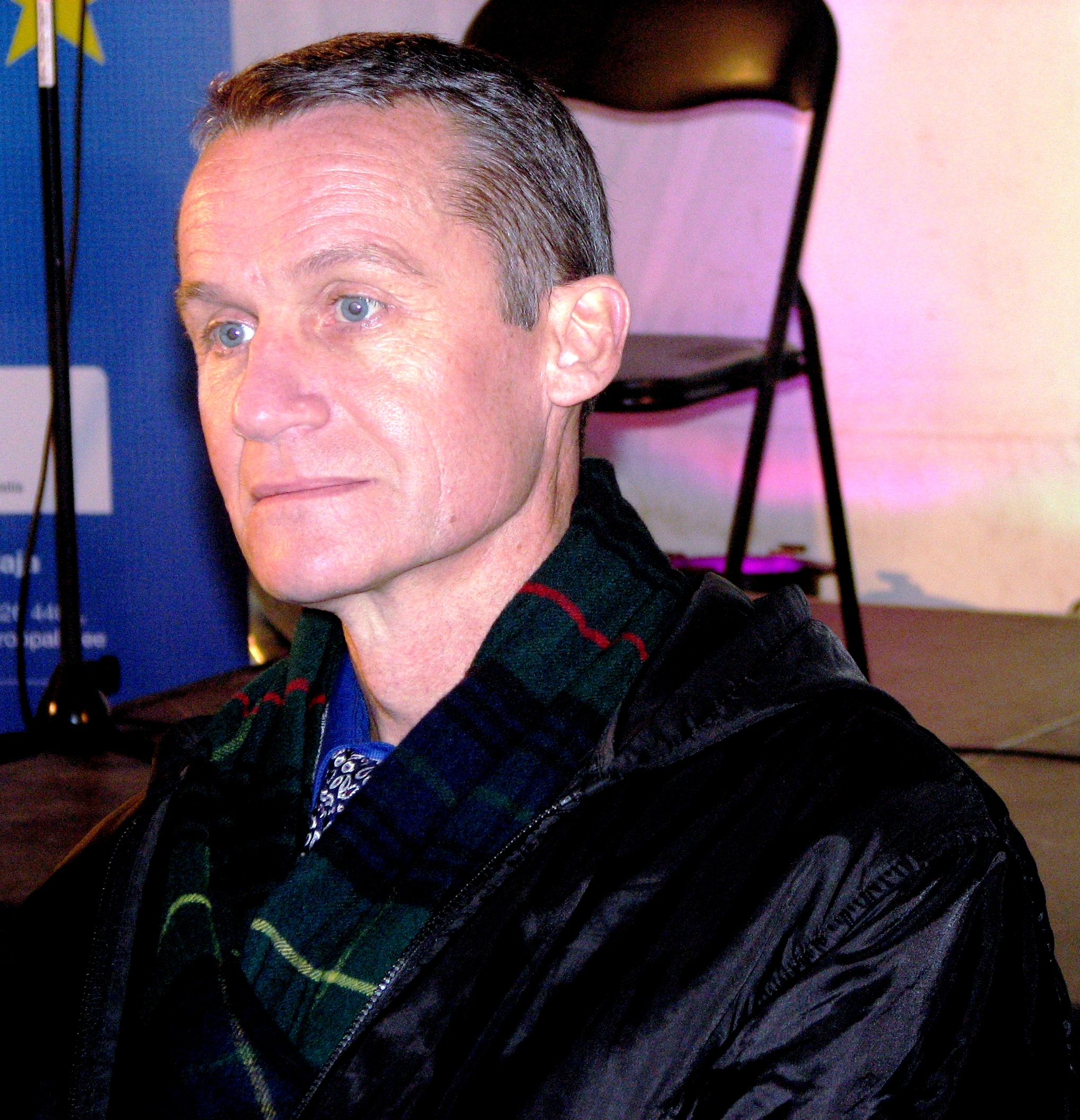
Andreï Makine 2010-ben

- Confession d'un porte-drapeau déchu, 1992
- Au temps du fleuve Amour, 1994 (Amour-parti szerelmesek, 1997, Ab Ovo)
- Le Testament français, 1995 (A francia hagyaték, 1996, Ab Ovo)
- Le Crime d'Olga Arbélina, 1998 (Olga Arbelina bűne, 1998, Ab Ovo)
- Requiem pour l'Est, 2000 (Keletsirató, 2001, Ab Ovo)
- La Musique d'une vie, 2001 (Sorsszimfónia, 2002, Ab Ovo)
- La Terre et le ciel de Jacques Dorme, 2003 (A francia pilóta, 2004, Ab Ovo)
- La Femme qui attendait, 2004 (Várakozás, 2005, Ab Ovo)
- Cette France qu'on oublie d'aimer, 2006 (Lehet-e még szeretni Franciaországot?, 2007, Háttér)
- L'Amour humain, 2006 (Egy afrikai szerelme, 2008, Ab Ovo)
- La Vie d'un homme inconnu, 2009 (Az ismeretlen, 2010, Ab Ovo)
- Le Livre des brèves amours éternelles, 2011 (Örök szerelmek könyve, 2013, Ab Ovo)
- Une femme aimée, 2013 (Ki szerette a cárnőt?, Ab Ovo, 2013)

Gabriel Osmonde néven
- Le Voyage d'une femme qui n'avait plus peur de vieillir, 2001
- Les 20 000 Femmes de la vie d'un homme, 2004
- L'Œuvre de l'amour, 2006
- Alternaissance, 2011 (Mássászületés, 2013, Jószöveg Műhely Kiadó)

## Magyarul
- A francia hagyaték. Regény; ford. Szoboszlai Margit; Ab Ovo, Bp., 1996
- Amour-parti szerelmesek; ford. Szoboszlai Margit; Ab Ovo, Bp., 1997
- Olga Arbelina bűne. Regény; ford. Szoboszlai Margit; Ab Ovo, Bp., 1998
- Keletsirató. Regény; ford. Szoboszlai Margit; Ab Ovo, Bp., 2001
- Sorsszimfónia. Regény; ford. Szoboszlai Margit; Ab Ovo, Bp., 2002
- A francia pilóta. Regény; ford. Szoboszlai Margit; Ab Ovo, Bp., 2004
- Várakozás. Regény; ford. Szoboszlai Margit; Ab Ovo, Bp., 2005
- Lehet-e még szeretni, Franciaországot?; ford. Jakabffy Imre, Jakabffy Éva; Háttér, Bp., 2007 (Háttér esszék)
- Egy afrikai szerelme. Regény; ford. Szoboszlai Margit; Ab Ovo, Bp., 2008
- Az ismeretlen; ford. Szoboszlai Margit; Ab Ovo, Bp., 2010
- Örök szerelmek könyve; ford. Szoboszlai Margit; Ab Ovo, Bp., 2012
- Ki szerette a cárnőt?; ford. Szoboszlai Margit; Ab Ovo, Bp., 2013
- Gabriel Osmonde: Mássászületés; ford. Hajós Katalin; Jószöveg Műhely, Bp., 2013
- Schreiber hadnagy hazája. Egy élet regénye; ford. Szoboszlai Margit; Ab Ovo, Bp., 2014
- Az örmény barát; ford. Király Katalin; Typotex, Bp., 2025 (Typotex világirodalom)